# 海河实验室

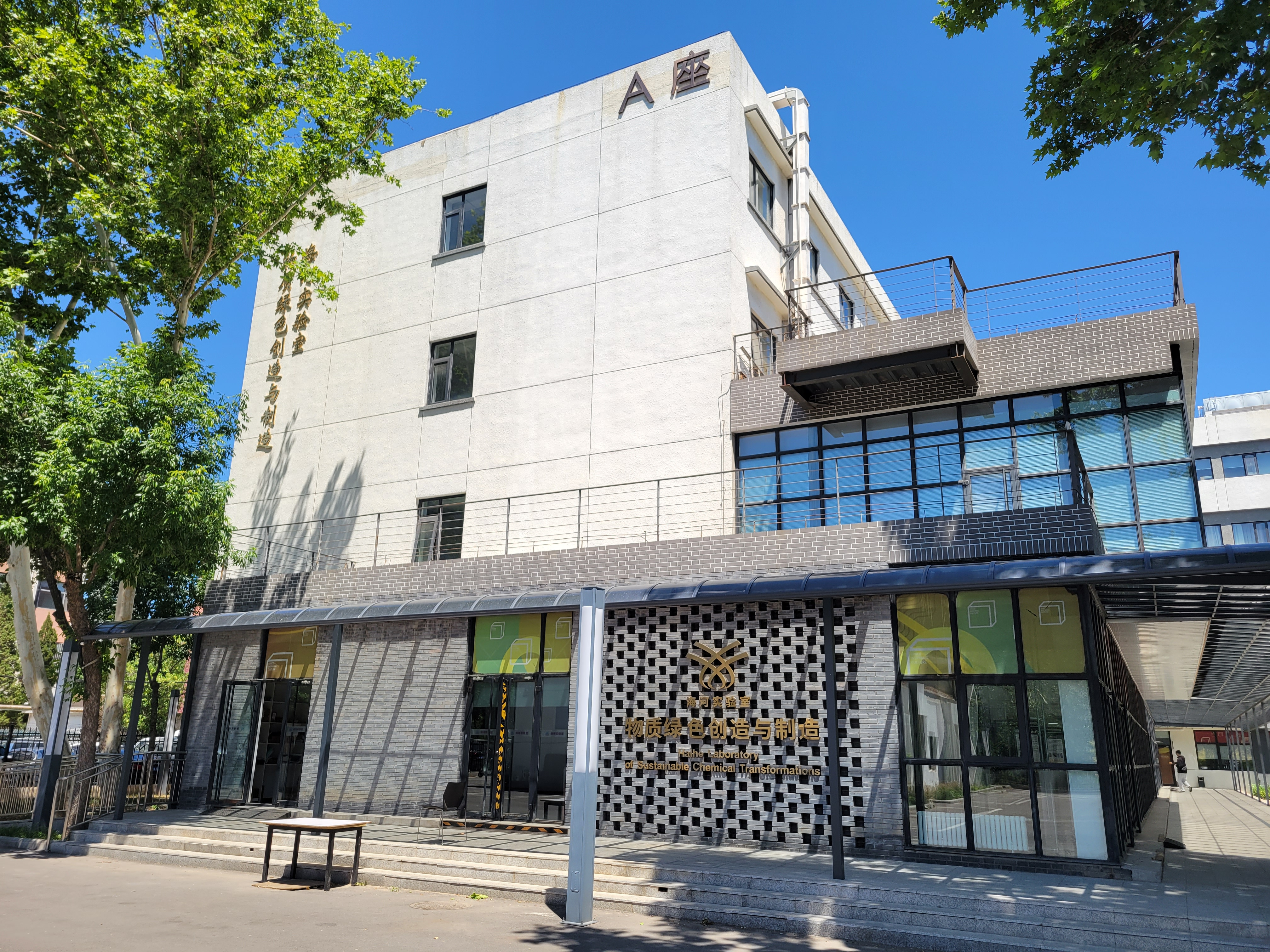
位于天开高教科创园的物质绿色创造与制造海河实验室

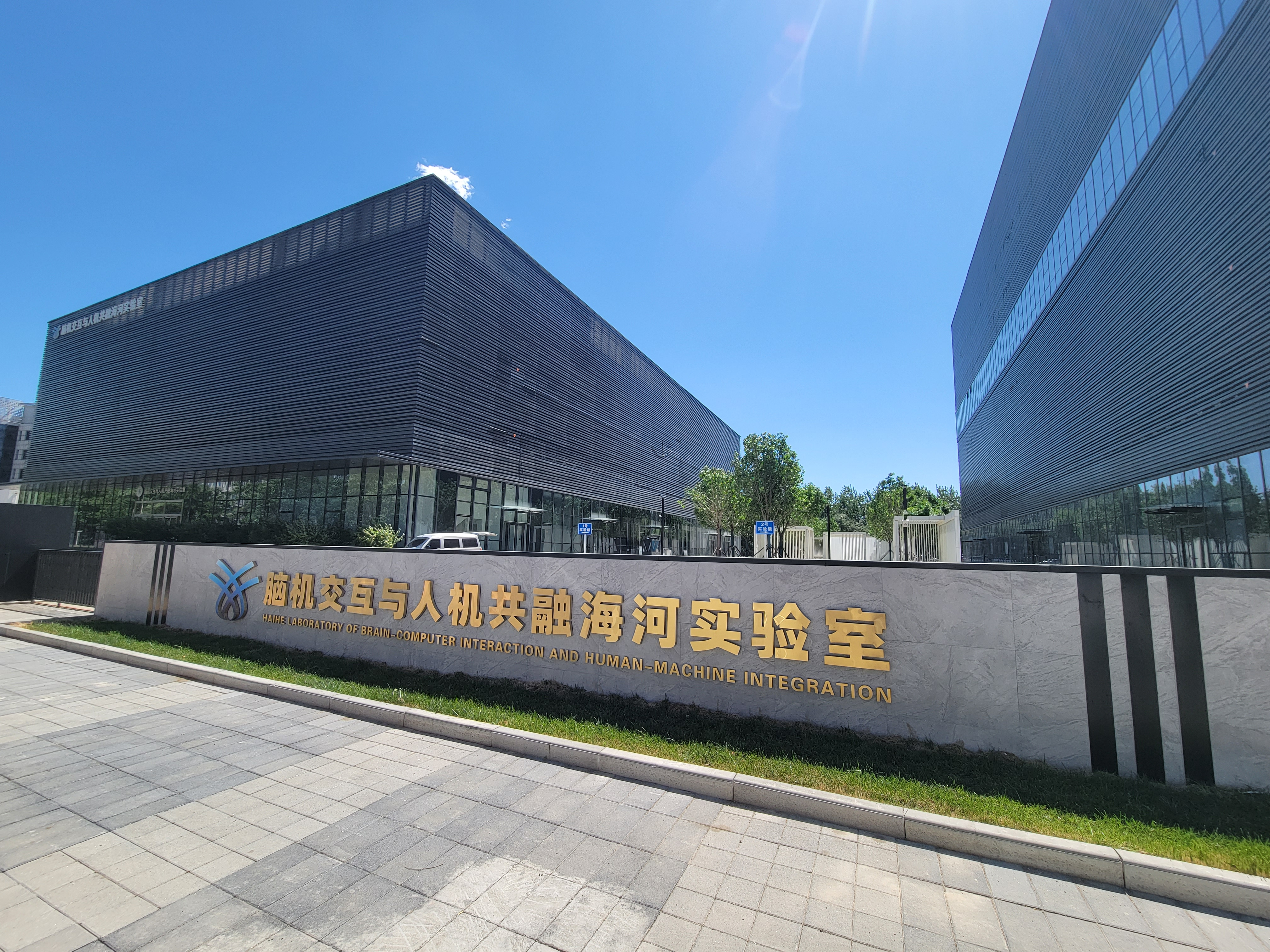
位于天津滨海高新区（华苑科技园）的脑机交互与人机共融海河实验室

海河实验室，即天津市实验室，是2020年天津市发布的《天津市科技创新三年行动计划（2020—2022年）》提出，天津市将对标国家实验室建设天津市实验室，命名为海河实验室。2021年6月，天津市市长廖国勋召开海河实验室筹备工作，确定选择物质绿色创造与制造、先进计算与关键软件（信创）、合成生物学、现代中医药、细胞生态等作为主攻方向。

## 海河实验室
以下列出已经揭牌成立或获准筹建的海河实验室。
| 序号 | 实验室名称                           | 所有组建单位                                       | 主管部门         | 所在地     | 成立时间       |
| ---- | ------------------------------------ | -------------------------------------------------- | ---------------- | ---------- | -------------- |
| 1    | 现代中医药海河实验室                 | 天津中医药大学                                     | 天津市科学技术局 | 静海区     | 2021年10月30日 |
| 2    | 先进计算与关键软件（信创）海河实验室 | 天津先进技术研究院 国家超级计算天津中心            | 天津市科学技术局 | 高新区     | 2021年11月16日 |
| 3    | 合成生物学海河实验室                 | 中国科学院天津工业生物技术研究所 南开大学 天津大学 | 天津市科学技术局 | 空港经济区 | 2021年11月     |
| 4    | 细胞生态海河实验室                   | 中国医学科学院血液学研究所                         | 天津市科学技术局 | 高新区     | 2021年11月16日 |
| 5    | 物质绿色创造与制造海河实验室         | 南开大学 天津大学 渤海化工 中国石化                | 天津市科学技术局 | 南开区     | 2021年11月29日 |
| 6    | 脑机交互与人机共融海河实验室         | 天津大学 南开大学 中电云脑 天堰科技                | 天津市科学技术局 | 滨海新区   | 2023年3月27日  |

## 相关链接
- 海河实验室官方网站 （页面存档备份，存于）